# Евсютино
Евсютино — деревня в Сямженском районе Вологодской области.
Входит в состав Коробицынского сельского поселения, с точки зрения административно-территориального деления — в Голузинский сельсовет.
Расстояние до районного центра Сямжи по автодороге — 49 км, до центра муниципального образования Георгиевской по прямой — 8 км. Ближайшие населённые пункты — Ездунья, Сидорово, Вахрунино.
По переписи 2002 года население — 8 человек.